# CRびっくりぱちんこあしたのジョー
『CRびっくりぱちんこあしたのジョー』は、2010年2月に京楽産業.から発売されたデジパチタイプのCR機のパチンコ。保通協の型式名は「CRぱちんこあしたのジョーM9」。
なお本稿では、2010年6月に発売された『CRびっくりぱちんこあしたのジョーMAX edition』（型式名：CRぱちんこあしたのジョーH3）、2010年11月に発売された『CRAびっくりぱちんこあしたのジョーLight Version』（型式名：CRAぱちんこあしたのジョーLC1」）についても解説する。

## 概要
本機は漫画『あしたのジョー』、TVアニメ『あしたのジョー』『あしたのジョー2』とのタイアップ機である。
液晶演出は『あしたのジョー2』を主として構成されている。
また、『びっくりぱちんこ』第1弾機種でもあり、サミーの『パチスロあしたのジョー』と開発段階からコラボレーションをしたことでも話題となった。
本機はいずれもSTタイプとなっており、ミドルタイプは1/319.7で継続率は約79%、MAXタイプは1/399.6で継続率は約82%、甘デジタイプは1/99.9で継続率は約75%となっている。
台枠は、『CRぱちんこ必殺仕事人III』より採用されている "STADIUM" 枠を使用。

### 仕様
本機の主な特徴は、ミドル、MAXでは通常時の初当り（ヘソからの大当り）の約半数が潜伏確変となっている点。潜伏確変の比率が高めな点は『進化系ぱちんこ』と共通しているが、小当り比率が抑えられており、モード移行した際の潜伏期待度が高くなっている。
アタッカーが盤面右側に設置されている為、大当り中は右打ち消化となり、高速でラウンド消化が可能。
出玉あり大当りもしくは潜伏確変中に出玉無し大当りを引くと、「ジョー激闘モード」に突入する（右打ちで消化）。モード中は50回の電チューサポートが付く上、電チュー抽選からは100%出玉有りとなるので、ループした場合の出玉の瞬発力は高くなっている。
『Light Version』では、ST5回転を含む99回転の電サポ状態がループする『JOE RUSH』を搭載。ラッシュ時の継続率は約75%を誇る。更に15ラウンド大当り比率が全体の24%を占めている為、爆発力も高い。また、新規演出も多数搭載している。

### スペック
CRぱちんこあしたのジョーM9
- 賞球数 3&10&13
- 大当たり確率：1/319.7（低確率）→1/35（高確率）
- 小当たり確率：1/475 （ヘソ入賞）
- 確変割合：100%（54回転まで）
- 大当り継続理論値:約79%
- 大当たりラウンド：11ラウンド・9カウント
- 特賞出玉：約1,150個
- 大当り内訳：

| 入賞               | 11R確変A | 11R確変B | 11R確変C |
| ------------------ | -------- | -------- | -------- |
| ヘソ入賞(低確率中) | 59%※     | 1%       | 40%      |
| ヘソ入賞(高確率中) | 59%※     | 41%      | 0%       |
| 電チュー入賞       | 100%     | 0%       | 0%       |
| 出玉               | あり     | なし     | なし     |
| 電サポ             | 50回まで | 50回まで | なし     |
※ヘソ入賞11R確変59%の内、1%はベロアタッカー短開放→11R確変(ジャンプアップボーナス)。
※出玉無し大当り・小当りはヘソチャッカー下のベロアタッカーが0.1秒×11回解放。
※電サポは確変50回転まで。その後4回転は電サポ非作動。
CRぱちんこあしたのジョーH3
- 賞球数 3&10&15
- 大当たり確率：1/399.6（低確率）→1/43.5（高確率）
- 小当たり確率：1/607 （ヘソ入賞）
- 確変割合：100%（74回転まで）
- 大当り継続理論値:約82%
- 大当たりラウンド：14ラウンド・7カウント
- 特賞出玉：約1,350個
- 大当り内訳

| 入賞               | 14R確変A | 14R確変B | 14R確変C |
| ------------------ | -------- | -------- | -------- |
| ヘソ入賞(低確率中) | 45%※     | 0.5%     | 54.5%    |
| ヘソ入賞(高確率中) | 45%※     | 55%      | 0%       |
| 電チュー入賞       | 100%     | 0%       | 0%       |
| 出玉               | あり     | なし     | なし     |
| 電サポ             | 70回まで | 70回まで | なし     |
※ヘソ入賞14R確変45%の内、0.5%はベロアタッカー短開放→14R確変(ジャンプアップボーナス)。
※出玉無し大当り・小当りはヘソチャッカー下のベロアタッカーが0.1秒×14回解放。
※電サポは確変70回転まで。その後4回転は電サポ非作動。
CRAぱちんこあしたのジョーLC1
- 賞球数 3&10&13
- 大当たり確率：1/99.9（低確率）→1/11.6（高確率）
- 確変割合：100%（5回転まで）
- 大当り継続理論値:約75%（『JOE RUSH』時）
- 大当たりラウンド：5ラウンドor15ラウンド・8カウント
- 特賞出玉：約80個or約480個or約1,450個
- 大当り内訳

| 入賞               | 5R確変A | 5R確変B | 5R確変C | 15R確変A | 15R確変B |
| ------------------ | ------- | ------- | ------- | -------- | -------- |
| ヘソ入賞(低確率中) | 30%     | 46%     | 0%      | 20%      | 4%       |
| 電チュー入賞       | 0%      | 0%      | 76%     | 0%       | 24%      |
| 出玉               | あり※   | あり    | あり    | あり     | あり     |
| 電サポ             | なし    | 5回     | 99回    | 5回      | 99回     |
※5R確変Aはヘソチャッカー下のベロアタッカーが最大29.5秒×1ラウンド分+0.05秒×4ラウンド分解放。

### 図柄
1. カーロス
2. 葉子
3. 力石
4. 金
5. マンモス西
6. 紀子
7. ジョー
8. ハリマオ
9. ホセ

※「Light Version」では3、7図柄は15ラウンド図柄。7図柄は「JOE RUSH」確定。それ以外の図柄は5ラウンド。

## 役モノ
ストレートギミック
泪橋予告（スーパーリーチ発展演出）時、盤面右のジョー役物が右ストレートを繰り出せば大チャンス。この時背景液晶が青フラッシュなら信頼度30%以上、赤フラッシュなら信頼度50%以上となる。「MAX EDITION」では青フラッシュは信頼度50%以上、赤フラッシュなら大当り確定に変更されている。
タイトルギミック
図柄変動中に作動。盤面上部に設置されたタイトル役物がステップアップ式に落ちていき、3段階までいくとリーチ以上確定。4段階まで行くと大チャンスとなる。4段階目の時、青タイトルなら信頼度30%以上、赤タイトルなら信頼度50%以上となる。
段平ギミック
様々な場面で液晶左から段平の役物が「ジョー！」という叫び声と共に飛び出せば『段平特訓モード』か『ジョー激闘モード』へのモード移行となる。この時、背景が緑より赤。フキダシが複数だと確変期待度がアップする。潜伏確変のトータル期待度は30%。稀に『ビクトリーボーナス』へ移行する場合もある（10R分の出玉）。
力石アッパーギミック
図柄変動時、力石図柄が3つ揃うと液晶下部から力石のアッパーカット役物が登場。保留内が大チャンスとなる『力石幻影ゾーン』に突入する。ゾーン中の期待度は30%以上。
ゴングギミック
リーチ外れ後、ジョー激闘モード中の擬似連時に作動。盤面上部からゴング役物が出現するとVSリーチ確定となる。

## モード
段平特訓モード
段平役物出現後に突入。小当りか潜伏確変となる。10回毎に継続演出があり、継続すると段階がアップする。最大で4段階まであり、段階が上がっていくほど潜伏確変の期待度が上がる。最終までいけば期待度50%以上。ジョーが段平の特訓に成功すればリーチ、段平の「いけるぞー！」のカットインが入れば仕上げ特訓に発展し、成功すればVS系リーチへの発展が確定する。モード中は連続スベリ予告は発生せず、また特殊保留アイコンもJコインのみとなる。『Light Version』では潜伏確変が確定で5回転滞在する。
力石幻影ゾーン
力石図柄揃い後に突入。保留先読み予告となっており、保留内スーパーリーチ確定、信頼度30%以上となる。また、ステップアップ予告も力石バージョンとなり、力石幻影ゾーン中限定のリーチもある。
ジョー激闘モード
大当り終了後、突然確変後に突入。50回の確変と電チューサポートが付き、右打ちで消化する。モード中はジョーがライバルと対戦していき、リーチ中にストレートフラッシュが発動すれば大当りとなる。詳細は『ジョー激闘モード』の項を参照。
立つんだジョーチャレンジ
『ジョー激闘モード』終了後に突入。4回転の確変状態。ボタンを押してカード図柄揃いを4連続で出来れば大当り。カード図柄はサチ→マンモス西→紀子→段平の順。カード図柄に「CHANCE!」と書かれていれば信頼度アップ。

## 予告アクション

### 保留先読み予告
あしたのために連続予告
変動開始時、ハガキが貼りつけばチャンス。「その一」、「その二」、「その三」と数字が上なほどチャンス。その三なら信頼度30%以上。ハガキの色にも種類があり。赤なら信頼度アップ、ゼブラ柄なら信頼度50%以上。
開始アクション予告
変動開始時にいつもと図柄の動き方が違えばチャンス。続けば続くほどチャンスとなる。
保留アイコン予告
保留アイコンが通常のグローブと違うとチャンス。Jコインなら消化時に出現したキャラにより信頼度、発展先を示唆。サンドバッグなら段平ギミック発動のチャンス、ゴングなら連続スベリ予告、VSリーチのチャンス、チャンピオンベルト図柄なら大チャンスとなる。

### 連続スベリ予告
図柄変動中、右図柄が滑るとチャンス、中図柄にゴング図柄が停止すると連続スベリ予告に発展、リーチ以上確定となる。続けば続くほどVSリーチへの発展のチャンスとなる。滑る毎にオーラが青→黄→赤→虹とステップアップしていき、3回（赤　擬似4）まで行くとVSリーチ確定、4回（虹　擬似5）まで行くと大当り確定となる。

### 群予告
リーチ成立後、泪橋予告時にプッシュボタンで群が出れば信頼度アップ。子供群は信頼度30%以上。ジョー群、ブタ群なら信頼度50%以上。力石群なら大当り確定となる。

### 全画面カットイン予告
リーチ成立後、泪橋予告時にプッシュボタンで劇画が登場すれば信頼度アップ。ライバルならそのキャラに応じた発展先示唆、ジョーと段平なら信頼度大幅アップ。その他にプレミアも20種類以上存在。

### 泪橋予告
リーチ成立後、泪橋を渡る時のキャラによって信頼度変化。ライバルならそのキャラに応じた発展先示唆、子供達+マンモス西、ジョーなら信頼度30%以上、段平ならリングロード演出へ発展。

### リングロード演出
泪橋予告後、段平とジョーがリングロードを歩いていればそのままVSリーチへ発展。台詞の内容により信頼度が変化。

## リーチアクション

### 救済系リーチ
ノーマルリーチで一旦ハズレ後の再始動から突入。ハズレ時に中図柄がスパークすれば段平ギミック発動の可能性がある。
ベーゴマリーチ
ジョーと子供達がベーゴマで遊ぶ。
ぱちんこリーチ
ジョーがぱちんこを打つ。
中華リーチ
ジョー、葉子、子供達が中華料理を食べる。
応援リーチ
段平特訓モード限定。ドヤ街の子供達がジョーの応援をする。
バスケリーチ
段平特訓モード限定。ジョーがバスケットボールを避ける特訓を受ける。
とんずらリーチ
力石幻影ゾーン限定。ジョーが豚に乗って少年院を脱走しようとする。
出所リーチ
力石幻影ゾーン限定。力石の出所時にジョーが呼び止める。

### ライバル系リーチ
ジョーのライバルが図柄と格闘。ハズレ後にギミックが振動すればVSリーチか段平ギミック発動の可能性がある。
ハリマオライバルリーチ
金ライバルリーチ
カーロスライバルリーチ
ホセライバルリーチ

### ストーリーリーチ
ジョーとライバルのストーリーが展開。ハズレ後にVSリーチか段平ギミック発動の可能性がある。
ハリマオストーリーリーチ
ハズレ時に新聞が第二面に捲れればギミック発動。
金ストーリーリーチ
ハズレ時に椅子が段平の頭に直撃すればギミック発動。
カーロスストーリーリーチ
ハズレ時にジョーのヘッドギアを段平が受け取ればギミック発動。
ホセストーリーリーチ
ハズレ時にスロットの図柄が揃えばギミック発動。

### VSリーチ
ゴングギミック発動後発展。最初のラウンド表示が15Rなら信頼度アップ。字幕、ボタンによるタイトルギミック、カットインは赤系なら信頼度アップ。VSリーチ中はストレートフラッシュ発動で大当り。
VSハリマオリーチ（3Rのみ）
VS金リーチ
VSカーロスリーチ
VSホセリーチ
VS力石リーチ（大当り確定）

### 力石少年院決戦リーチ
泪橋予告後に直接発展。導入時に「白いマットの子守唄」のタイトルが表示される。力石にクロスカウンターを決められれば大当り。TVアニメ『あしたのジョー』の映像を主として構成されている。信頼度50%以上。

### 全回転チャンス
図柄停止時にチャンス目が並べばチャンス。最終的に発展すれば全回転リーチへ、TVアニメ『あしたのジョー2』の名シーンが流れる。全3種類。

### チャンピオンチャンス
図柄停止時にチャンピオン図柄が揃えば発展。ボタンで3択の対戦相手を決める。その後はジョー激闘モード中のバトルリーチと同じ流れとなる。

## 大当りラウンド
大当たりラウンドは本機オリジナル、漫画40周年記念楽曲の他、TVアニメシリーズ全126話のストーリームービーを選択して見ることが出来る。

## ジョー激闘モード
50回（MAXでは70回）の電チューサポート付きの確変状態。リーチが成立すれば大当りの大チャンスとなるバトルリーチへと発展する。

### 保留先読み予告
対戦相手予告
3回転（MAXでは4回転）毎に対戦相手がチェンジ、リーチ時の対戦相手で信頼度が変化（最終ラウンドの力石プロ戦は除く）。力石少年院戦はリーチ成立で激アツ。青山、権藤戦は保留内リーチ成立、激アツ。丹下、稲葉戦は保留内リーチ成立で大当り濃厚。
保留アイコン予告
保留玉が紫ならリーチ煽り以上確定、虹、京楽マークなら大当り確定。

### リーチ前予告
激闘台詞予告
ボタンによる台詞カットインの内容で期待度変化、赤なら激アツ、金なら大当り確定。ジョーの台詞ならリーチ煽り以上確定、信頼度アップ。
羽根予告
変動開始時に稲妻が登場し、羽根が飛び散る。羽根が派手に舞えばリーチ煽り以上確定。
稲妻予告
変動開始時に稲妻が3本光ればリーチ煽り以上確定、信頼度アップ。
カード予告
ボタンプッシュ後の内容で信頼度が変化。カードの色は青<黄色<赤の順にチャンス。「CHANCE」の文字が書かれていたら色に注目。白<青<黄色<赤の順にチャンス。虹色なら大当り確定。
対峙予告
変動中に対戦予告と対峙すればリーチ煽り確定。ジョーの攻撃なら激アツ。
リーチ図柄
リーチ成立時、図柄が3か7なら激アツ。

### ゴング連続予告
リーチ成立後、液晶上部のゴング役物が落ち、ゴング図柄が停止したら擬似連開始。続けば続くほど信頼度アップ。初回リーチを含めた最大4連続で青<黄色の順に熱い。4連目の赤まで行けば大当り確定。

### バトルリーチ
リーチが成立するとその時の対戦相手とのバトルに突入。ストレートフラッシュと共に対戦相手に攻撃を喰らわせられれば大当りとなる。リーチ時の平均信頼度は約50%。
稲妻
先制攻撃を決める際、稲妻の色で信頼度変化。赤なら信頼度75%以上、虹色なら大当り確定。
先制攻撃決定
先制攻撃を決める際、ジョーの画面が優勢、もしくはジョーの先制攻撃なら信頼度75%以上。
対戦
対戦時、ボタンプッシュでストレートフラッシュが発動すれば大当り確定。ボタンによる発動のチャンスは最大2回。この時ボタンがデカボタンなら信頼度75%以上。2回とも失敗した場合は基本的にハズレとなるが、ハズレ後のストレートフラッシュによる復活パターンもある。

## 『Light Version』限定演出

### 全モード共通
FINAL CHANCE
図柄揃い後の昇格演出。ボタンプッシュで3.7図柄に昇格すれば15ラウンド。更に7図柄であれば大当り終了後に「JOE RUSH」に移行。

### 通常時
新丹下ジム背景
『下町モード』に追加された背景。
白木ジム地下室背景
『下町モード』に追加された背景。保留先読み予告となっており、この背景に変化すれば『力石幻影ゾーン』突入のチャンスとなる。本背景専用のカットイン、ウインドウステップアップ予告も存在。
連続スベリ予告
テンパイ後のボタンプッシュ時にゴング図柄が止まり擬似連が成立するパターンが追加。
ジョー 炎ステップアップ予告
ジョー役物の周辺が炎を纏う予告。最大3段階で段階が進むほどストレートフラッシュ発動のチャンス。
漫画予告
原作漫画の1シーンが出現。登場したコマや吹き出しの色で信頼度が変化。
新聞記事予告
画面に新聞が張り付く。記事の内容や文字の色で信頼度が変化。

### 段平特訓モード
特訓チャージ
段平ギミック発動後に突入。ヘソ下のベロアタッカーが開放し、1ラウンド分の出玉を獲得できる。終了後はST5回転となる『段平特訓モード』に突入する。段平ギミック発動後、特訓チャージに移行せずストレートギミックが発動すると、15R大当たりとなる(ただしJOE RUSH突入確定ではない)。

### JOE RUSH獲得マッチ
電チューサポートは確変5回転。力石少年院戦を舞台としたモード。ボタンプッシュでストレートフラッシュが出れば大当り。ラスト1回転は『たつんだジョーチャレンジ』とほぼ同じ内容。
このモード中に大当りすれば電チューサポート99回の『JOE RUSH』へ昇格となる。

### JOE RUSH
電チューサポートは確変5回転+時短94回転の計99回転。モード内容は『ジョー激闘モード』とほぼ同じだが、テンパイ非成立後にゴング擬似連が成立するパターンが追加されている。確変5回転は力石プロ戦、最終ラウンドはホセ戦となる。